# Onthophagus merdarius
Onthophagus merdarius är en skalbaggsart som beskrevs av Louis Alexandre Auguste Chevrolat 1865. Onthophagus merdarius ingår i släktet Onthophagus och familjen bladhorningar. Inga underarter finns listade i Catalogue of Life.